# Templo de San Simón Ticumán
El Templo de San Simón Ticumán es una iglesia católica ubicada en la alcaldía Benito Juárez de la Ciudad de México. Fue construido por la Orden Franciscana en el poblado de San Simón Ticumac a finales del siglo XVIII a partir de una capilla previa construida en el siglo XVI. El 25 de diciembre de 1933 el templo fue declarado monumento histórico por el Instituto Nacional de Antropología e Historia.

## Historia
A mediados del siglo XVI la Orden Franciscana contruyó una capilla en el poblado de Ticumán dedicada a San Simón Apóstol. A mediados del siglo XVIII la iglesia fue reedificada para expandirla. Se estima que algunas de las columnas y muros del templo actual corresponden a la capilla antigua, los cuales fueron usados de base para la nueva construcción. Durante la invasión estadounidense de México, el templo fue utilizado como refugio por los habitantes de la población durante la Batalla de Churubusco del 20 de agosto de 1847. El 25 de diciembre de 1933 fue declarado monumento histórico por el Instituto Nacional de Antropología e Historia. La fachada de la iglesia estuvo cubierta de mortero hasta 1950, cuando se decidió eliminar el recubrimiento para dejar al descubierto la piedra del edificio.

## Estructura
La fachada del templo estaba previamente cubierta de mortero, pero en la década de 1950 este revestimiento fue retirado, dejando expuesta la piedra de la estructura. El campanario de la torre es la única parte que todavía conserva la cubierta de mortero. La entrada del templo está constituida por un arco trilobulado flanqueado por pilastras con pináculos colocados sobre ellos, ambas pilastras están conectadas por una cornisa, sobre la cual se encuentra el óculo del coro. En la parte alta de la fachada se encuentra una horcina vacía y como remate se encuentra una cruz metálica. El templo es de una sola nave, con un ábside rectángular. El altar original de la iglesia era de estilo neoclásico, aunque en un momento desconocido fue reemplazado por el altar actual.